# ATP World Tour Finals 2011 - Singolare
Il singolare  dell'ATP World Tour Finals 2011 è stato un torneo di tennis facente parte dell'ATP World Tour 2011.
Il campione uscente era Roger Federer, che si è confermato battendo in finale Jo-Wilfried Tsonga per 6-3, 6(6)–7, 6-3. Per Federer è la sesta vittoria al Masters di fine anno, record assoluto.

## Teste di serie
1. Novak Đoković (round robin)
2. Rafael Nadal (round robin)
3. Andy Murray (round robin, ritirato per infortunio dopo la prima partita)
4. Roger Federer (campione)
5. David Ferrer (semifinale)

1. Jo-Wilfried Tsonga (finale)
2. Tomáš Berdych (semifinale)
3. Mardy Fish (round robin)
4. Janko Tipsarević (rimpiazza Murray, round robin)

## Tabellone

### Legenda
| - Q = Qualificato - WC = Wild card - LL = Lucky loser | - ALT = Alternate - SE = Special Exempt - PR = Protected Ranking | - w/o = Walkover - r = Ritirato - d = Squalificato |

### Finali
|  | Semifinali | Semifinali         | Semifinali         | Semifinali | Semifinali |  |  | Finale | Finale             | Finale | Finale | Finale |  |
|  |            |                    |                    |            |            |  |  |        |                    |        |        |        |  |
|  | 7          | Tomáš Berdych      | Tomáš Berdych      | 3          | 5          |  |  |        |                    |        |        |        |  |
|  | 6          | Jo-Wilfried Tsonga | Jo-Wilfried Tsonga | 6          | 7          |  |  | 6      | Jo-Wilfried Tsonga | 3      | 7      | 3      |  |
|  | 5          | David Ferrer       | David Ferrer       | 5          | 3          |  |  | 4      | Roger Federer      | 6      | 6      | 6      |  |
|  | 4          | Roger Federer      | Roger Federer      | 7          | 6          |  |  |        |                    |        |        |        |  |

### Gruppo A
|     |                              | Đoković                        | Murray Tipsarević                 | Ferrer                | Berdych                           | RR V-P  | Set V-P | Game V-P           | Classifica |
| 1   | Novak Đoković                |                                | 6-3, 3-6, 3-6 (con Tipsarević)    | 3-6, 1-6              | 3–6, 6–3, 7–6(3)                  | 1-2     | 3-6     | 32-42 (43,2%)      | 3          |
| 3 9 | Andy Murray Janko Tipsarević | 3-6, 6-3, 6-3 (con Tipsarević) |                                   | 4–6, 5–7 (con Murray) | 6-2, 3-6, 6(6)–7 (con Tipsarević) | 0–1 1-1 | 0–2 3-3 | 9–13 30-27 (52,7%) | X 4        |
| 5   | David Ferrer                 | 6-3, 6-1                       | 6-4, 7–5 (con Murray)             |                       | 6-3, 5-7, 1-6                     | 2–1     | 5-2     | 37-29 (56,1%)      | 2          |
| 7   | Tomáš Berdych                | 6–3, 3–6, 6(3)–7               | 2-6, 6-3, 7–6(6) (con Tipsarević) | 3-6, 7-5, 6-1         |                                   | 2-1     | 5-4     | 46-43 (51,7%)      | 1          |

La classifica viene stilata in base ai seguenti criteri: 1) Numero di vittorie; 2) Numero di partite giocate; 3) Scontri diretti (in caso di due giocatori pari merito); 4) Percentuale di set vinti o di games vinti (in caso di tre giocatori pari merito); 5) Decisione della commissione.

### Gruppo B
|   |                    | Nadal            | Federer       | Tsonga           | Fish             | RR V-P | Set V-P | Game V-P      | Classifica |
| 2 | Rafael Nadal       |                  | 3-6, 0-6      | 6(2)–7, 6-3, 3-6 | 6–2, 3–6, 7–6(3) | 1–2    | 3–5     | 34-43 (44,2%) | 3          |
| 4 | Roger Federer      | 6-3, 6-0         |               | 6–2, 2–6, 6–4    | 6-1, 3-6, 6-3    | 3–0    | 6–2     | 41–25 (62,1%) | 1          |
| 6 | Jo-Wilfried Tsonga | 7–6(2), 3-6, 6-3 | 2–6, 6–2, 4–6 |                  | 7–6(4), 6-1      | 2–1    | 5–3     | 42–36 (53,8%) | 2          |
| 8 | Mardy Fish         | 2–6, 6–3, 6(3)–7 | 1-6, 6-3, 3-6 | 6(4)–7, 1-6      |                  | 0–3    | 2–6     | 31–44 (40,3%) | 4          |

La classifica viene stilata in base ai seguenti criteri: 1) Numero di vittorie; 2) Numero di partite giocate; 3) Scontri diretti (in caso di due giocatori pari merito); 4) Percentuale di set vinti o di games vinti (in caso di tre giocatori pari merito); 5) Decisione della commissione.